# El Verger
el Verger (em valenciano e oficialmente) ou Vergel (em castelhano) é um município da Espanha na província de Alicante, Comunidade Valenciana. Tem 8,16 km² de área e em 2021 tinha 4 841 habitantes (densidade: 593,3 hab./km²).

## Demografia
| Variação demográfica do município entre 1991 e 2004 | Variação demográfica do município entre 1991 e 2004 | Variação demográfica do município entre 1991 e 2004 | Variação demográfica do município entre 1991 e 2004 |
| --------------------------------------------------- | --------------------------------------------------- | --------------------------------------------------- | --------------------------------------------------- |
| 1991                                                | 1996                                                | 2001                                                | 2004                                                |
| 3640                                                | 3627                                                | 3744                                                | 4221                                                |